# John Astley (2e baronnet)
Pour les articles homonymes, voir John Astley (snooker) et Astley.
John Astley, 2e baronnet (1687-29 décembre 1771) est un propriétaire terrien britannique et un homme politique conservateur qui siège à la Chambre des communes pendant 45 ans de 1727 à 1772.

## Biographie

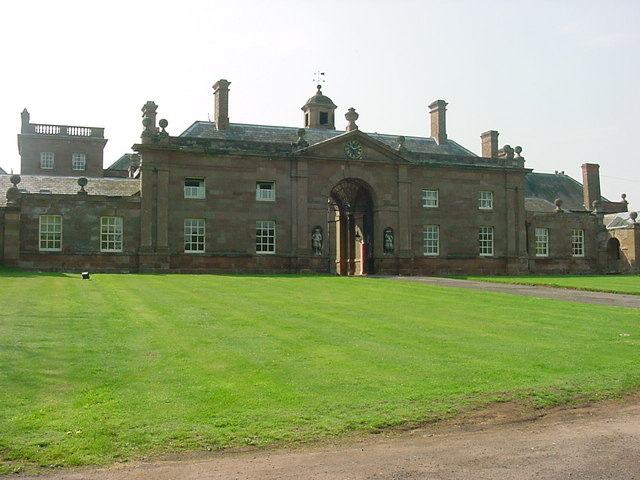
Patshull Hall

Fils de Richard Astley, 1er baronnet et Henrietta Borlase, il est baptisé à Patshull dans le Staffordshire le 24 janvier 1687. Un an plus tard, il succède à son père comme baronnet. Vers 1730, il demande à l'architecte James Gibbs de construire Patshull Hall, une grande maison de maître géorgienne située près de Pattingham dans le Staffordshire.
Il est député de Shrewsbury de 1727 et 1734 et de Shropshire de 1734 à 1772.
Le 27 mai 1711, il épouse Mary Prynce, fille de Francis Prynce à Tibberton, Shropshire. Ils ont un fils, qui est décédé avant son père, et quatre filles. En 1771, il vend Patshull Hall à George Pigot (1er baron Pigot) pour 100 000 £. Il est décédé en 1772. À sa mort, le titre s'éteint.